# Michel François
Michel François (Sint-Truiden, Limburg (Bèlgica), 1956) és un artista belga. Actualment viu i treballa a Brussel·les, Bèlgica.

És considerat un artista conegut internacionalment, és per aquesta raó, que al llarg de la seva carrera artística ha rebut nombroses crítiques positives en tots i cadascun dels seus treballs. 

## Obra

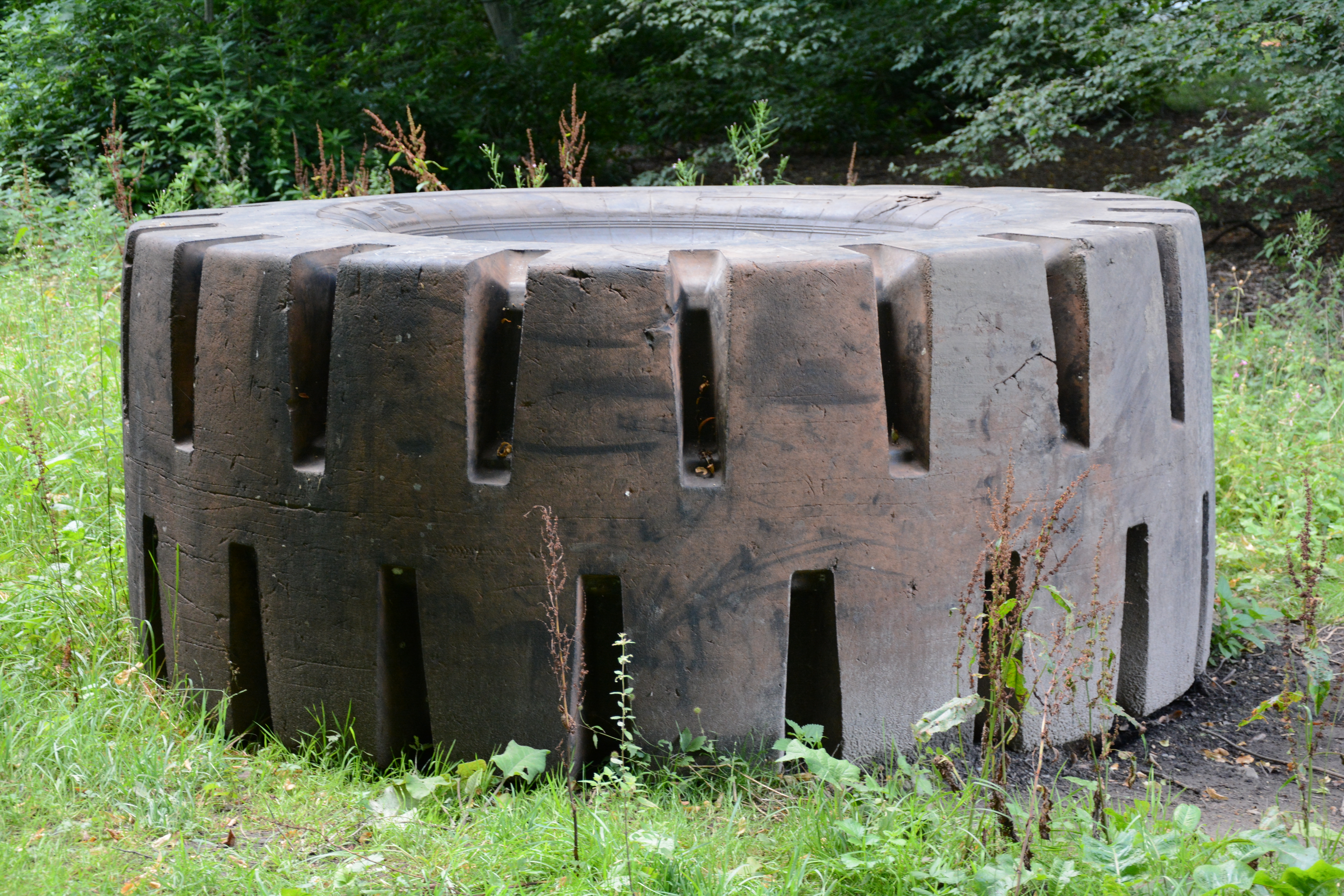
Pièce à Conviction, 2012

Michel François, és un artista polifacètic, perquè a través del seu art explora una varietat de formats i mitjans de comunicació, incloent-hi instal·lació, vídeo, escultura i fotografia. A través dels seus treballs representa la subjectivitat de l'ésser i a partir d'aquests, determina la singularitat de l'individu. Les seves obres es troben, d'alguna manera, connectades amb la realitat; l'artista considera que totes les seves obres són un rastre d'alguna cosa que ha tingut lloc dins del seu taller, de tal manera que aquestes, quan es fan realitat, palpables, representen una unió entre l'artista, l'espectador i la realitat.

Desenvolupa les seves obres, en actitud de reciclatge, de manera que es qüestiona quina és la durabilitat d'aquestes dins d'un món regit pel mercat i la informació. 

En certa manera, les seves obres esdevenen una crítica política, ja que es qüestionen la delimitació dels espais públics i els espais privats.
Un tret interessant de les seves obres, és que les crea amb la idea que podran ser modificades a mesura que passa el temps, de tal manera que l'artista les va reactivant; són obres amb vida, connectades amb la realitat. 

François, ha treballat en nombroses exposicions, tant individuals com col·lectives i en totes ha sigut capaç de mostrar el fet que a partir de materials, considerats per a un sol ús, poden esdevenir part d'una obra d'art o una obra en si. És gràcies a les seves obres que aconsegueix donar vida a elements considerats inofensius i banals.

## Exposicions individuals
- 2012

Michel François : Le Trait commun, Cabinet des dessins Jean Bonna, École nationale supérieure des Beaux-Arts de Paris.

Michel François : Pièces à conviction, Centre Régional d'Art Contemporain, Sète.

Michel François : Photographe, Rue Visconti, Paris

- 2011

45000 affiches 1984 - 2011, MAC’s, Grand-Hornu, Belgium

22500 affiches 1994 - 2011, Centre de Création Contemporaine, Tours, France

Exposition personnelle Galerie Kamel Mennour, Paris

- 2010

Plans d'évasion, Institut d'art Contemporain Villeurbanne

Pavilion Interface, Bortolami, New York

- 2009

SMAK, Ghent, Belgium

Xavier Hufkens, Brussels, Belgium

Galleria S.AL.E.S., Rome, Italy

Hespérides I, Musée des Beaux-Arts, Lausanne, Switzerland

- 2008

Bortolami, New York

MC Kunst, Los Angeles

Thomas Dane, London, United Kingdom

- 2007

Editions and Multiples, 1979–2007, Gallery Lumen Travo, Amsterdam, NL

- 2006

Sculptures, Carlier Gebauer, Berlin, Germany

Theater of Operations, Bortolami Dayan, New York, NY

- 2005

Galerie Xavier Hufkens, Brussels, Belgium (with Richard Venlet)

35 Posters on Display, CCStrombeek, Belgium

Théâtre des opérations, Maison de la culture d'Amiens, France

FRAC-collection Aquitaine, France

FRAC Haute-Normandie, France

- 2004

Théâtre des opérations, Centre Photographique d'Ile-de-France

Théâtre des opérations, Art Pace Foundation, San Antonio, Texas

Villa delle Rose, Bologna, Italy

Domaine de Kerguéhennec, Bignan, France

Déjà vu, De Pont stichting voor hedendaagse kunst, Tilburg, Netherlands

Déjà vu, Carlier Gebauer, Berlin, Germany

Art Unlimited, Basel Art Fair, Switzerland

- 2003

Michel François, Espace VOX, Montreal, Canada

Déjà vu, CCA Kitakyushu, Japan

Hallu, Lumen Travo, Amsterdam

Michel François, Westfälischer Kunstverein Münster, Munster, Germany

- 2002

Salon Intermédiaire, Centre Georges Pompidou, Paris

Autoportrait contre nature, Carlier Gebauer, Berlin

680.000 Bailleurs, Centre de la Photographie, Geneva

Michel François Photoshow, Ursula Blickle Foundation, Kraichtal, Germany

Editions, Rétrospective, Librairie Florence Loewy, Paris

Michel François: Dessins-Multiples, CIAP, Hasselt, Belgium

Photoshow, Ursula-Blickle-Stiftung, Kraichtal, Germany

- 2001

Autoportrait Contre Nature, Argos, Brussels

Bureau Encore Augmenté, BLAC, Brussels

Psycho Jardin, Espai 13 de la Fundació Joan Miró de Barcelona. Dins el cicle Per a tots els públics, comissariat per Mònica Regàs, Ferran Barenblit i Frederic Montornés
Ensemble, with Meshac Gaba, Galerie Lumen Travo, Amsterdam

Curt Marcus Gallery, New York

- 2000

La Plante en nous, Kunsthalle Bern, Bern, CH

La Plante en nous, Haus der Kunst, Múnic

- 1999

Bureau Augmenté, Galerie Gebauer, Berlin

Bureau Augmenté, Galerie Jennifer Flay, Paris

L'Exposition, la Boutique et le Bureau, Palais des Beaux-Arts de Charleroi, Belgium

Horror vacui, Belgian Pavilion, 48e Venezia Biennale, with Ann Veronica Janssens

Un Centre culturel mit sens dessus dessous, Centre Culturel, St Truiden,
FARCO, Madrid, with Galerie Gebauer

Hyperspace, Marie-Puck Broodthaers, Brussels

- 1998

A flux tendu, Moulin Albigeois, Cimaise et Portique, Contemporary Art Center of Albi

- 1997

Affichage urbain, Cimaise et Portique, Albi

Projet avec les détenus du TBS Dekijvelanden, Rotterdam

Mest, Brannetels en paardenbloemen, Witte De With, Rotterdam

Abonos, ortigas y dientes de Leon, Tecla Sala, Barcelona

- 1996

Curt Marcus Gallery, New York

Affichage urbain, EDA Dunkerque

Le Monde et les Bras. Une résidence terrestre, FRAC Limousin, Limoges

Lumen Travo, Amsterdam

- 1995

Galerie Marie-Pück Broodthaers, Brussels

Galerie Ursula Walbröl, Düsseldorf

Galerie Gebauer + Günther, Berlin

Galerie Jennifer Flay, Paris

- 1994

Curt Marcus Gallery, New York

- 1993

Galerie Gebauer + Günther, Berlin

- 1992

Michel Francois, Palais des Beaux Arts, Brussels

- 1991

Galerie Lumen Travo, Amsterdam

Vereniging voor het Museum van Hedendaagse Kunst, Gent

- 1990

Galerie Michel Vidal, Paris

Galerie des Beaux-Arts, Brussels

- 1989

Galerie Camille von Scholz, Brussels

Het latijnse noorden in vier scenes, Musée d'Hasselt (with Kandilaptis, Janssens, Muyle)

- 1988

Vereniging voor het Museum van Hedendaagse Kunst, Gent

Galerie Brachot, Brussels

Musée d'Art Moderne, Brussels